# Ian Glynn
Ian Michael Glynn FRS FRCP (3 de junho de 1928) é um biólogo britânico, eleito Membro da Royal Society em 1970.
Foi professor de fisiologia na Universidade de Cambridge.